# Mecanism motor
Un mecanism motor este un mecanism al unei mașini de forță, care, în cazul unei mașini motoare transmite și eventual transformă mișcarea determinată de transformarea energiei interne a agentului de lucru (gaze de ardere, abur, aer comprimat) la arborele motor, sau, în cazul mașinilor generatoare (de exemplu compresoare cu piston), invers, de la arbore la agentul de lucru.
La mașinile motoare, lucru mecanic este obținut inițial sub formă de mișcare alternativă a pistonului din cilindru. Mecanismul motor transformă această mișcare în mișcare de rotație continuă a arborelui motor.

## Mecanismul motor al motoarelor cu ardere internă cu piston
La motoarele cu ardere internă cu piston obișnuite, mecanismul motor este bazat pe un mecanism de tip bielă-manivelă. Prin extensie de limbaj, prin mecanism motor se înțeleg nu numai componentele mobile, ci și cele fixe față de batiu (șasiu etc.), chiar dacă ele se deplasează odată cu vehiculul pe care-l propulsează (autovehicul, locomotivă, avion, vapor etc.).
Componentele considerate fixe sunt:
- Blocul motor
- Chiulasa
- Cilindrul motor
- Colectorul de admisie
- Colectorul de evacuare
- Lagărele paliere, împreună cu Cuzineții lagărelor paliere

Componentele mobile sunt:
- Pistonul - este principala piesă asupra căreia acționează gazele de ardere (fiind confecționate din aliaj de aluminiu, pentru a fi ușor și rezistent la coroziune). Capul pistonului poate fi plat (MAS - motoarele cu aprindere prin scânteie) sau pot avea o adâncitură (MAC - motoarele cu aprindere prin comprimare). În jurul pistonului sunt practicate canale în care se așează segmenții. După zona segmenților se găsesc lagărele prin care pistonul este articulat de bielă prin intermediul bolțului de piston. În continuare pistonul are o porțiune de ghidare numită fusta pistonului. La MAS de turație mare fusta este foarte mică (mini jupă) sau chiar lipsește, în schimb în cazul MAC de turație mare (locomotive, vapoare etc.) fusta este foarte lungă special pentru ghidare.
- Segmenții se așează în canalele din piston, având fantele decalate la 90° sau 120° în funcție de numărul lor (dacă sunt 3 segmenți se așează decalați la 120°, dacă sunt 4 se așează la 90°, ei pot fi:

a) segmenți de foc - este primul segment care ia contact cu gazele de ardere si din acest motiv se cromează (galben);
b) segmenții de presiune, de compresiune, - asigură etanșarea camerei de ardere;
c) segmentul de ungere, se mai numește segmentul raclor.
- Bolțul - asigură legătura dintre piston și bielă.
- Biela, face legătura dintre piston și arborele motor asigurând transformarea mișcării de translație alternativă a pistonului în mișcare de rotație a arborelui motor. Este formată din:

a) piciorul bielei, articulat cu bolțul;
b) corpul bielei;
c) capul bielei, articulat cu arborele cotit. Lagărul este căptușit cu semicuzineții de bielă, confecționați dintr-un aliaj de 2 metale (bimetal).
- Arborele cotit - este format din:

a) fusurile maneton, sunt cele pe care se așează bielele;
b) fusurile paliere care sunt aliniate și care asigură așezarea în blocul motor;
c) brațele de susținere ale fusurilor de tip palier și maneton;
d) cuplajul pentru volant.
- Volantul, împreună cu amortizorul oscilațiilor de torsiune